# Polizeiakademie Berlin
Die Polizeiakademie Berlin (früher Polizeischule Berlin, Polizeischule „Joachim Lipschitz“, auch Landespolizeischule Berlin) ist eine berufliche Bildungseinrichtung in Berlin-Spandau, die für die alleinige Aus- und Fortbildung im mittleren Dienst der Polizei des Landes Berlin zuständig ist. Die Ausbildung für den gehobenen Polizeivollzugsdienst findet an der Hochschule für Wirtschaft und Recht Berlin (HWR) – Fachbereich 5 – Polizei und Sicherheitsmanagement statt. Leiterin der Abteilung Aus- und Fortbildung der Polizei Berlin war bis 14. November 2022 Tanja Knapp, die frühere Leiterin des Polizeiabschnitts 53.

## Geschichte

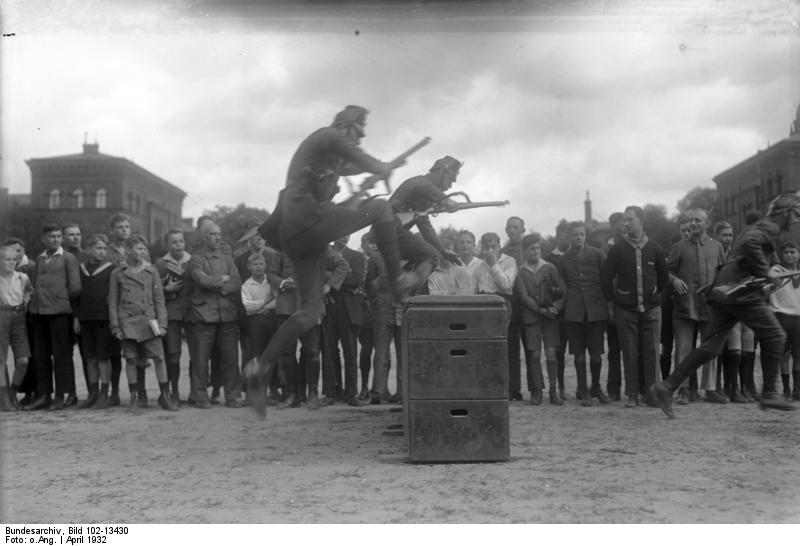
Übung in der Polizeischule in Spandau (1932)

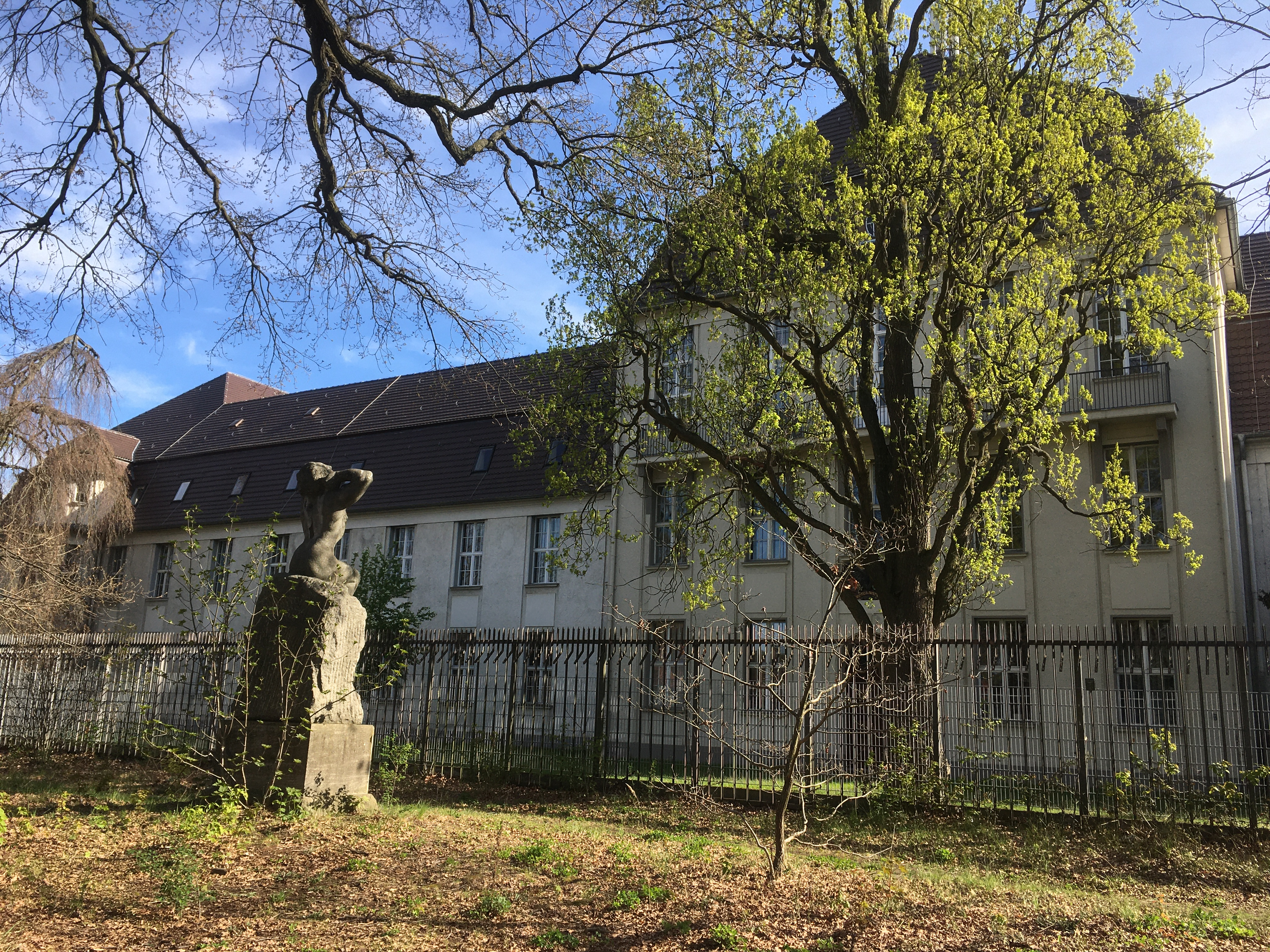
Bildungszentrum Joachim Lipschitz, Radelandstraße

Bereits vor dem Zweiten Weltkrieg lag die Polizeischule in Spandau. 1920 wurde eine besondere Polizeischule für Leibesübungen gegründet, in der Sportlehrer für das uniformierte Polizeikorps ihre Ausbildung erhielten. Am 12. November 1945 wurde die Polizeischule Berlin im nun Britischen Sektor der Stadt eingerichtet. Nach dem Tod des Widerstandskämpfers und SPD-Innensenators Joachim Lipschitz wurde sie in Polizeischule „Joachim Lipschitz“ umbenannt. Seit dem 1. Dezember 2016 trägt sie den Namen Polizeiakademie Berlin.

## Gebäude

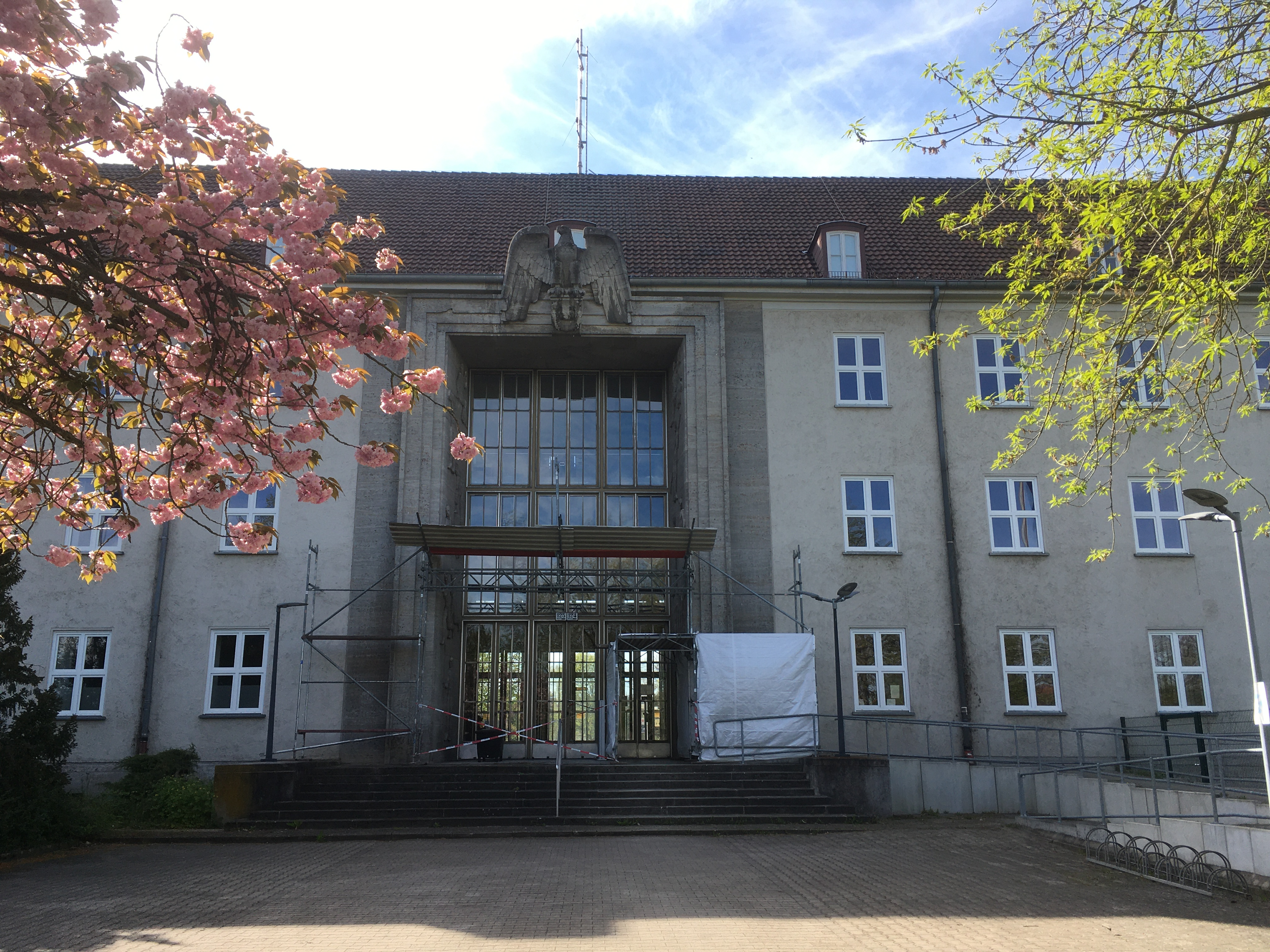
Bildungszentrum Joachim Lipschitz, Eingang Hohenzollernring

In der Zeit der Weimarer Republik lag die Polizeischule auf dem Hohenzollernring. Der Hauptstandort der Polizeiakademie liegt heute in der Charlottenburger Chaussee. Ein weiterer Standort für Fortbildungen liegt in der Radelandstraße. Dort befand sich die unter anderem von Edmund Neuendorff geleitete und 1932 aufgelöste Preußische Hochschule für Leibesübungen. Von 1934 bis 1945 wurde das Gebäude als Nationalpolitische Erziehungsanstalt (Napola) genutzt und bis 1938 von Bernhard Pein geleitet. Heute trägt es den Namen Bildungszentrum Joachim Lipschitz. Die 1939 bis 1940 errichtete Sportschule liegt in der Pionierstraße. Dort sind die Bereiche Einsatztraining und Verhaltenstraining untergebracht. Die Sammlung des früheren Polizeimuseums ist heute Teil der polizeihistorischen Sammlung in Tempelhof.

## Ausbildung

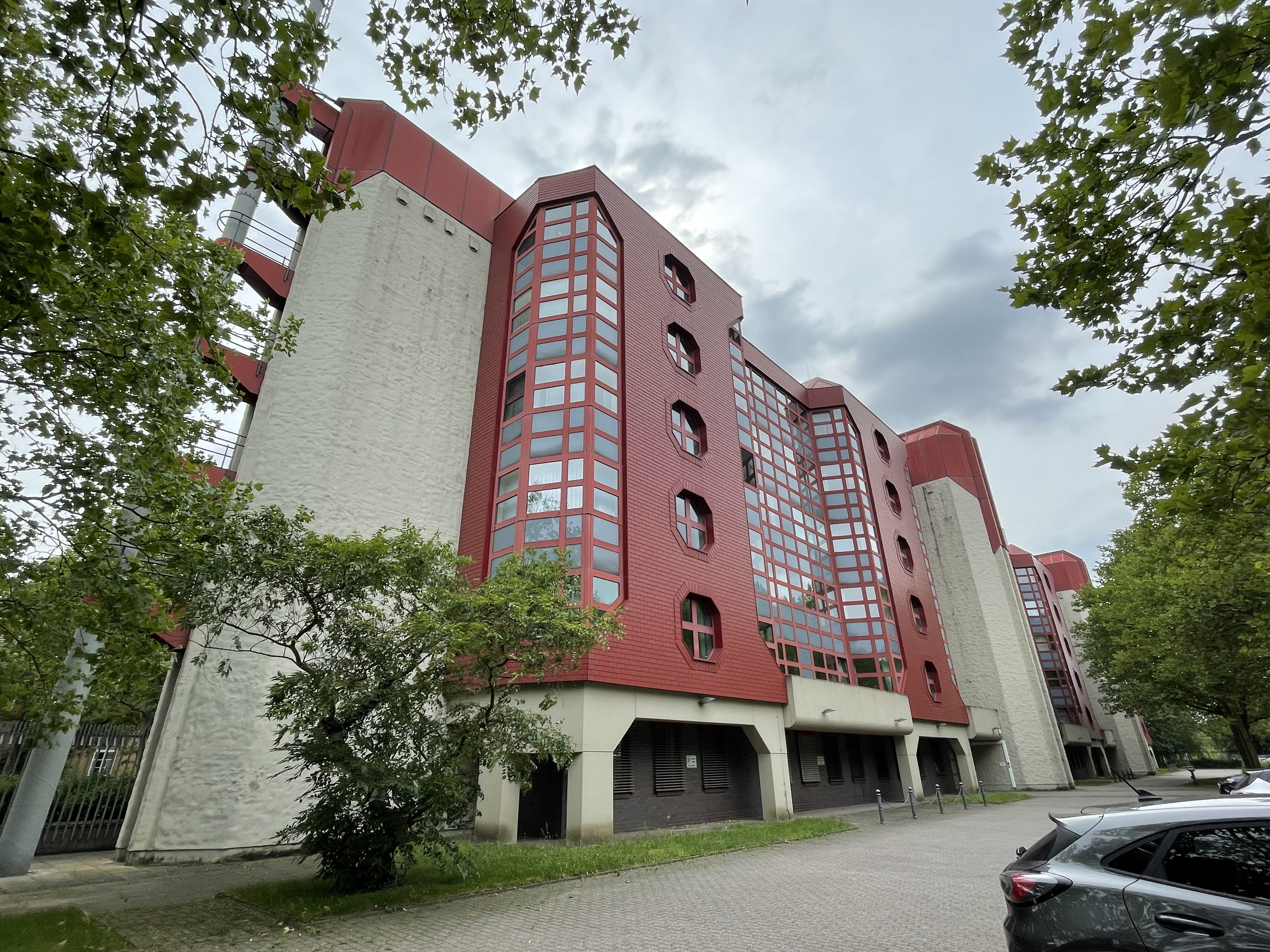
Fassade der Polizeidirektion 2, Abschnitt 22 auf dem Gelände der Polizeiakademie, Charlottenburger Chaussee

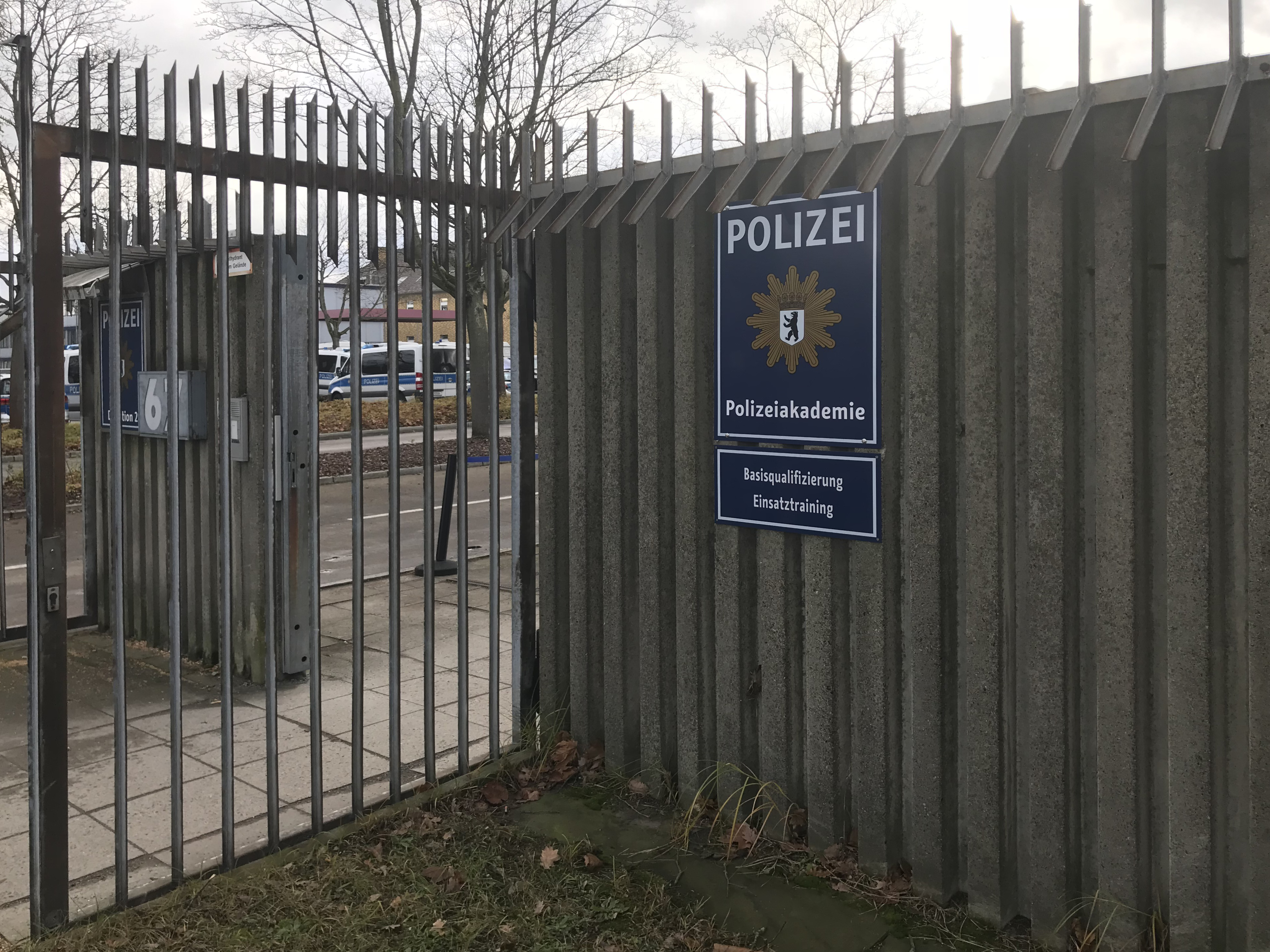
Eingang zur Polizeiakademie Berlin

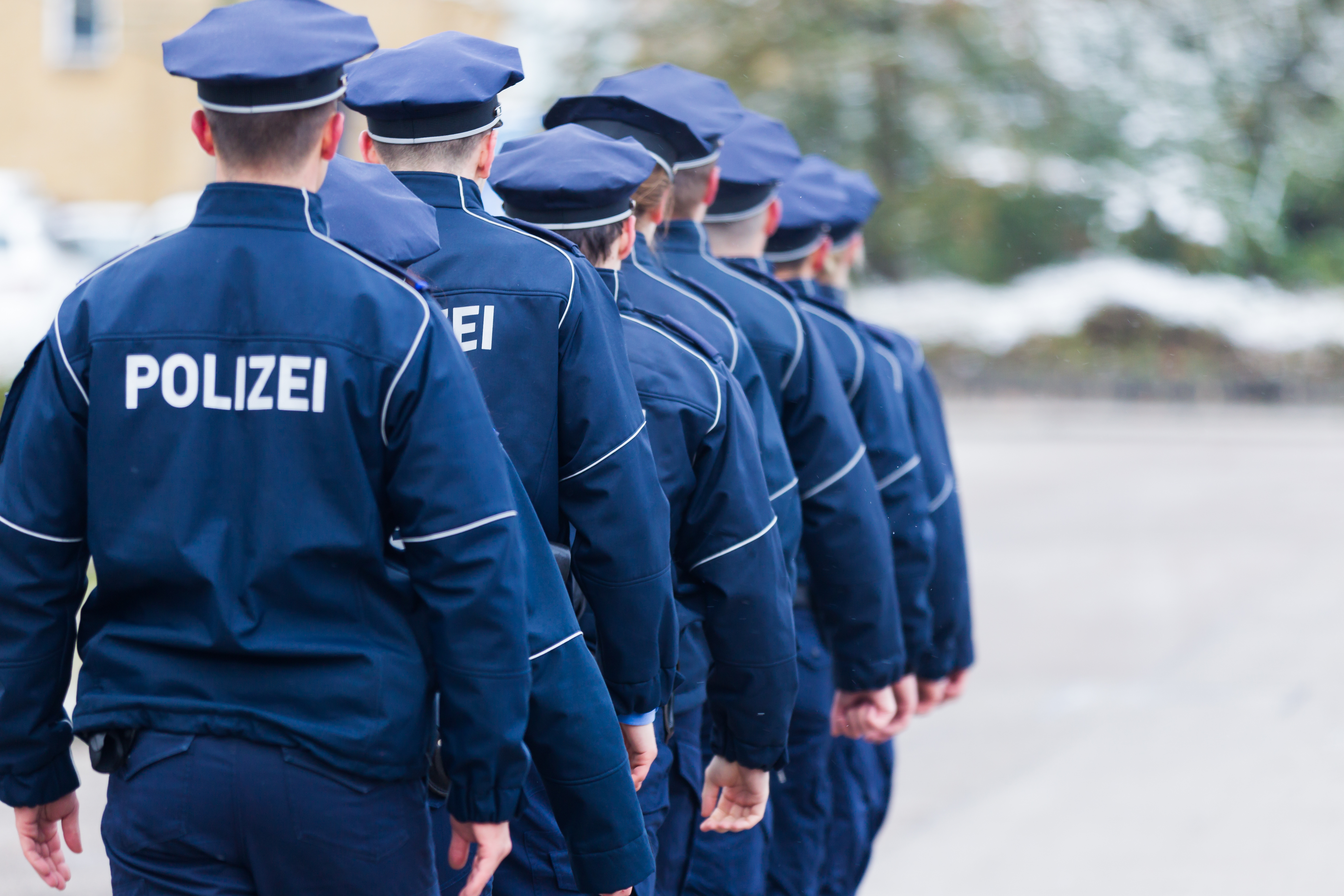
Polizeischüler der Polizei Berlin

Die Ausbildung ist in sechs Ausbildungsschwerpunkte gegliedert:
- Verkehr
- Recht
- Kriminalität/Spurensicherung
- Einsatztraining/Sport
- Allgemeinbildung
- Politische Bildung.[9]

Die Ausbildungszeit ist seit Herbst 2017 in fünf Halbjahre statt wie bisher in drei Ausbildungsabschnitte gegliedert. Praktika beginnen im zweiten Halbjahr, nicht wie bisher im dritten Ausbildungsjahr, das Sammeln praktischer Erfahrungen auf Einsatzdienststellen wird so verstärkt. Größere Neuerungen gibt es im theoretischen Unterricht, durch die Kürzung der Inhalte im Bereich Deutsch, Politische Bildung und Verhaltenslehre.
Die Ausbildung der Polizeischüler wird auf Gelände an der Charlottenburger Chaussee im Ortsteil Spandau durchgeführt, das von der Polizeidirektion 2 mitgenutzt wird. Neben den Ausbildungseinrichtungen gibt es auch eine Schwimmhalle und einen Sportplatz. Derzeit (2017) werden fast 2500 Polizeischüler von über 230 Ausbildern unterrichtet.

## Kontroversen
Die Polizeiakademie Berlin stand 2017 unter anderem wegen angeblicher Unterwanderung durch eine kriminelle arabische Großfamilie (Miri-Clan) in den Medien. Weiterhin sollen dort „Polizeischüler mit Migrationshintergrund durch Hass, Lernverweigerung und Gewalt in einer Klasse aufgefallen sein“. Zudem wurden die Kontakte eines Polizeischülers zur Rockergruppe Guerilla Nation thematisiert. Die Polizeiakademie Berlin spricht von „hartnäckigen Falschmeldungen“. Die Gewerkschaft der Polizei geht von Problemen an der Akademie aus, die einen „wahren Kern“ haben. Der Hilferuf der Kollegen mittels anonymer Hinweise dürfe von der Behördenleitung nicht unter den Tisch gekehrt werden.